# Hansjörg Raffl
Hansjörg Raffl (n. 29 ianuarie 1958, Valdaora, Trentino-Tirolul de Sud, Italia) este un sănier ce a reprezentat Italia, medaliat olimpic. A participat la 5 ediții ale Jocurilor Olimpice (1980, 1984, 1988, 1992, 1994) în care a câștigat o medalie de argint și o medalie de bronz.